# 久米村 (愛媛県喜多郡)
久米村（くめむら）は、愛媛県喜多郡にあった村。現在の大洲市中心部の西方一帯、予讃線・西大洲駅の周辺にあたる。

## 地理
- 河川：肱川、久米川

## 歴史
- 1889年（明治22年）12月15日 - 町村制の施行により、阿蔵村・大洲村・高山村の区域をもって発足。
- 1934年（昭和9年）1月1日 - 大洲町・大洲村と合併し、改めて大洲町が発足。同日久米村廃止。

## 交通

### 鉄道路線
現在は旧村域に予讃線の西大洲駅が所在するが、当時は未開業。